# Gyōkai
Gyōkai (行快 (ぎょうかい)) est un sculpteur japonais busshi de l’époque Kamakura (1192-1333), membre de l'École Kei.
Il était le disciple de Kaikei.
Moins d'une dizaine d'oeuvres de lui sont connues.

## Statues connues de Gyōkai
- Amida Sanzonzo, groupe de 3 statues bouddhistes en bois (58- 83 cm de haut) (Amida Ryuzo, Kannon Bosatsu Ryuzo, Seishi Bosatsu Ryuzo) conservées au temple Monmyoji à Kyoto; deux d'entre elles portent la signature de l'artiste[1].
- Sakyamuni Bouddha, conservée au temple Daihōon-ji à Kyoto[2].
- une petite statue au Sanjūsangen-dō[3]
- le halo de la statue Juichimen Kannon au temple Hase-dera, près de Nara[4].